# 音価 (音楽)
音価（おんか、Note value）とは、音楽において、ある音（または休止）に与えられた楽譜上の時間の長さをいう。例えば、楽譜に2分音符が示されているならば、その音符の音の長さ、つまり2拍分が、その音符の音価といえる。
音価はその音符または休符が支配する時間を示すものであるから、その符の開始点から次の符の開始点までがその符の音価である。ヒトが音を聴取する時の特性として、音の開始には敏感である一方で、音の終了にはあまり注意を払わない傾向が見られる。特に、例えば物を叩いた時に出るような、次第に弱くなっていく音においてその傾向は顕著である。したがって、音を音価の途中で始めることはなくても音価の途中でやめることはよくあることである。スタッカートは、音符の音価の途中で音をやめることを明示する記号の1つであるし、音が持続しない打楽器や撥弦楽器では実際の音がどこで終わったのか明確でないこともある。
また、音符（または休符）が拍に対する相対的な長さを示すものである以上、音価もまたそうであって、拍の長さが（すなわちテンポが）変わればそれに伴って同じ音価も長くなったり短くなったりする。